# Zélia Duncan
Zélia Cristina Duncan Gonçalves Moreira (Niterói, 28 de outubro de 1964) é uma cantora, compositora e musicista brasileira.

## Carreira

### 1981-1989: Sala Funarte a Zélia Cristina no Caos
Aos 16 anos, em 1981, Zélia enviou uma fita para a Sala Funarte de Brasília, que na época realizava concursos. Foi selecionada em primeiro lugar e apresentou lá o seu primeiro show. Abriu com a canção "Fazenda", de Milton Nascimento, e, após a apresentação bem-sucedida, várias portas se abriram para ela: abriu um show de Luis Melodia, no Teatro Nacional de Brasília, começou a se apresentar constantemente e ainda foi selecionada para representar Brasília no projeto Pixinguinha, viajando por sete cidades. Aos 22 anos (1987) voltou a Niterói, morando com sua avó Zélia. Na época trabalhava no Tribunal Regional do Trabalho da 1ª Região (RJ) e fazia de tudo um pouco: foi locutora da rádio Fluminense FM, onde usava a outra parte do seu nome: Cristina Moreira. Foi backing vocal do cantor José Augusto e de Bebeto. Cursou Teatro na CAL (Casa das Artes das Laranjeiras) e também nessa época fez seu primeiro show no Rio de Janeiro.
No final de 1989, conheceu a diretora de teatro Ticiana Studart, que trouxe de Nova Iorque ideias para um show arrojado e irreverente. A linha de pensamento foi: “produzir é um caos, os espaços são um caos, a violência é um caos, o isolamento cultural é um caos,” e logo veio um nome apropriado para o show: “Zélia Cristina no caos.” Como a própria Zélia descreveu:
“Embora ainda correndo à margem da grande mídia, sem críticos ou chamadas na TV, o resultado foi muito recompensador. Da Laura Alvim fomos para o Mistura Fina, ambos com lotações esgotadas, e tive a visita de alguém do Estúdio Eldorado, que me convidou para, enfim, gravar um disco.”

### 1990-1993: Outra Luz, Emirados Árabes e Songbook
Após o convite da Eldorado, Zélia gravou o disco “Outra Luz”, contudo não ficou completamente satisfeita com o resultado, considerando que o álbum não se parecia com ela. Com "Outra Luz" teve duas indicações para o prêmio Sharp, como revelação e melhor cantora pop-rock. O show fez sucesso e Zélia cantou em várias capitais.
Em outubro de 1991 foi convidada para passar três meses nos Emirados Árabes cantando no hotel Meridien. Após o choque inicial, aceitou e os três meses viraram cinco. Esse período foi muito importante, uma vez que, além da música oriental, ela entrou em contato com a música de artistas que a influenciaram muito nos trabalhos posteriores: Joni Mitchell, Joan Armatrading, Sam Cooke, Ry Cooder e Peter Gabriel. Foi também um período criativo, Zélia passou a compor muito. (“O Meu Lugar”, por exemplo). Voltou para o Brasil em 1992 amadurecida pela experiência em Abu Dhabi, disposta para retomar seu trabalho, desta vez com material autoral e sonoridade acústica.
Foi numa longa temporada no Torre de Babel que tudo começou a mudar. Guto Graça Mello foi assistir ao show e a levou para gravar sem compromissos. Depois disso foi convidada por Almir Chediak para participar do Songbook de Dorival Caymmi cantando “Sábado em Copacabana”. Almir apresentou Zélia à Beth Araújo, da WEA nesse dia, que a convidou a entrar para o selo da gravadora.

### 1994-1995: Zélia Duncan, Catedral e o estouro
Após entrar para a WEA, Beto Boaventura, presidente da gravadora, sugeriu que Zélia alterasse o nome artístico de Zélia Cristina para Zélia Duncan (o sobrenome Duncan, que se origina da família materna —  sobrenome de solteira da mãe —, não estava originalmente em seu nome, sendo assim também uma homenagem à avó, chamada Zélia Duncan). O álbum homônimo foi lançado em 1994. A parceria com Christiaan Oyens se mostra muito presente tocando a bateria, bandolim (o que caracterizou a parceria de ambos) e violão. Há nesse disco canções muito marcantes da carreira, como “Lá Vou Eu (Rita Lee)”, “Nos Lençóis Desse Reggae”, “Não Vá Ainda” e “Sentidos”. O sucesso de “Catedral” não foi premeditado. Zélia nem ao menos a incluiu no primeiro disco promocional – no qual coloca a “música de trabalho” –, que contava com quatro canções. Seis meses após o lançamento, Catedral entrou para a trilha sonora da novela “A Próxima Vítima”, da Rede Globo, como tema dos personagens Irene e Diego, protagonistas da trama, e tornou-se um grande sucesso, o primeiro da carreira. A canção é uma regravação traduzida do original da cantora Tanita Tikaram, intitulado "Cathedral song", do álbum "Ancient Heart". O reconhecimento pela crítica também não tardou a aparecer. A revista americana “Billboard” incluiu “Zélia Duncan” na lista dos dez melhores álbuns latinos de 1994, e já no segundo semestre de 1995 Zélia recebeu o “Disco de Ouro”, pela venda das primeiras 100 mil cópias.
Já com o estouro de “Catedral” nas rádios em 1995, fez uma série de shows e temporadas levando a música para todo o país, interpretando todas as canções do CD, entre outras relevantes desse período e que já estavam presentes no repertório: Rita Lee, Alice Ruiz e Itamar Assumpção. Participou da primeira grande festa de aniversário da Rádio JB Fm no antigo Metropolitan (atualmente Citibank Hall, Rio de Janeiro), onde Maria Bethânia apresentava o espetáculo com novas cantoras da época; além de Zélia estavam presentes Cássia Eller e Adriana Calcanhotto. Na época do encerramento da turnê de divulgação do álbum “Zélia Duncan”, em agosto, no Parque do Ibirapuera (São Paulo), o disco já havia atingido a marca de 160 mil cópias vendidas.

### 1996-1997: Intimidade
Zélia passou agosto e setembro de 1996 no estúdio "Nas Nuvens", trabalhando no álbum “Intimidade”, que foi produzido por Liminha (com coprodução de Christiaan Oyens). É um disco bastante autoral, onde Zélia apresenta oito parcerias com Christiaan: Enquanto durmo, Intimidade, Bom pra você, Experimenta (C.Oyens – Fernando Vidal – Zélia Duncan), Não tem volta, Me gusta, A diferença e Assim que eu gosto. Outras três parcerias com Lucina: Minha fé, Coração na boca e Primeiro susto. A única canção do disco que não é de autoria de Zélia é “Vou tirar você do dicionário” (Alice Ruiz – Itamar Assumpção). A arte da capa é de Brígida Baltar.
O reconhecimento do disco não tardou: antes do lançamento, “Enquanto Durmo” foi incluída na trilha sonora da novela “Salsa e Merengue”. Só no primeiro mês, “Intimidade” vendeu 80 mil cópias e Zélia ainda foi premiada como Melhor Cantora pela APCA. Em 1997 Zélia excursionou pelo Brasil com o show “Intimidade”, e se apresentou também em Portugal e na Espanha, além de uma série de 12 shows pelo Japão em setembro. Nos Estados Unidos participou do Festival de Música Brasileira. Em agosto cantou no Canecão pela primeira vez. O show contou com a participação de Itamar Assumpção.

### 1998-2000: Acesso
1998 foi o ano em que Zélia começou a trabalhar no sucessor de “Intimidade”. Em junho/julho de 1998, nos estúdios A/R,  o disco foi gravado com produção de  Christiaan Oyens.  Foi mixado por Eric Sarafin e masterizado por Dave Collins no estúdio A&M em Los Angeles – Califórnia. O álbum traz onze faixas, sendo oito delas parcerias com Christiaan: Verbos sujeitos, Haja, Sexo, Imorais, Toda Vez, O Lado Bom, Às Vezes Nunca e Por Hoje É Só. Há uma parceria com Lucina: Depois do Perigo. Código de acesso de Itamar Assumpção abre o disco e “Quase sem Querer” (Negrete – Dado Villa-Lobos – Renato Russo) é cantada por Zélia em versão acústica. O disco foi lançado em outubro e Zélia seguiu em turnê de divulgação com ele do fim de 1998 até 2000.

### 2001-2003: Sortimento e Sortimento Vivo
"Sortimento não é só o lance de ser sortido, também significa provisão, mantimento, o que você acumula para viver. Estou tentando mostrar um pouco do que está acumulado em mim e tentando abrir para outras coisas. A unidade deste disco espero que seja eu cantando ali, mas não me preocupei com isso nos arranjos, na escolha do repertório. Eu quis fazer mesmo um negócio descabelado.”
Entre janeiro e fevereiro de 2001, Zélia gravou “Sortimento” nos estúdios Voices em São Paulo e Fubá Studios e Mega no Rio de Janeiro, e em abril o disco já estava nas lojas. Foi seu primeiro disco lançado pela Universal Music, e além disso Zélia estava completando 20 anos de carreira. A gravação foi dirigida por Beto Vilares (Alma, Chicken de Frango, Eu Me Acerto, Sortimento, Desconforto, Beleza Fácil, Flores e Na Hora da Sede) e Christiaan Oyens (Alma, Me Revelar, Todos os Dias e Hóspede do Tempo.). Em sua heterogeneidade, o disco passeia tranquilamente do samba ao folk com leveza e tranquilidade. Em “Desconforto” (parceria com Rita Lee) há uma crítica à situação do país na época e ao então presidente, Fernando Henrique Cardoso.
Sortimento teve duas indicações ao Grammy Latino. A turnê, que chegou até Portugal em maio/junho de 2002 para shows no Coliseo do Porto e de Lisboa, começou em maio de 2001, e Zélia fez mais de 90 apresentações até a gravação do que viria a ser o seu primeiro registro ao vivo: "Sortimento Vivo". A produção foi dirigida por Ézio Filho. Registro dos shows no Sesc Vila Mariana (SP) nos dias 25 e 26 de junho de 2002, Flavio Senna ficou responsável pela gravação e mixagem. A direção é de Oscar Rodrigues Alves (a direção original do show é de Marcelo Saback). O CD/DVD trouxe a então inédita Gringo Guaraná, parceria de Zélia com Rodrigo Maranhão (parceiro dela também em Chicken de Frango).
Após o lançamento em outubro de 2002 e co 
ntinuação da turnê, agora de divulgação também do “Ao Vivo”, Zélia participou ainda dos shows de comemoração do Reveillon 2002/2003 em Copacabana numa programação de shows em três palcos espalhados pela orla com artistas como Jorge Ben Jor, Cláudio Zoli, Fernanda Abreu e O Rappa.
Numa temporada da quinta-feira, 5 de junho, a domingo, 7 de junho de 2003, no SESC Pompéia, em São Paulo, Zélia encerrou a turnê do CD “Sortimento Vivo”.

### 2004: Eu Me Transformo Em Outras
"Zélia entra, definitivamente, para o panteão das maiores cantoras brasileiras de todos os tempos com este disco maravillhoso e meio retro-transgressor, se bem me entendem. Ela se transforma em todas aquelas iguanas caleidoscópias já citadas, mas continuando ela mesma em essência, forma e risco." (Hermínio Bello de Carvalho)

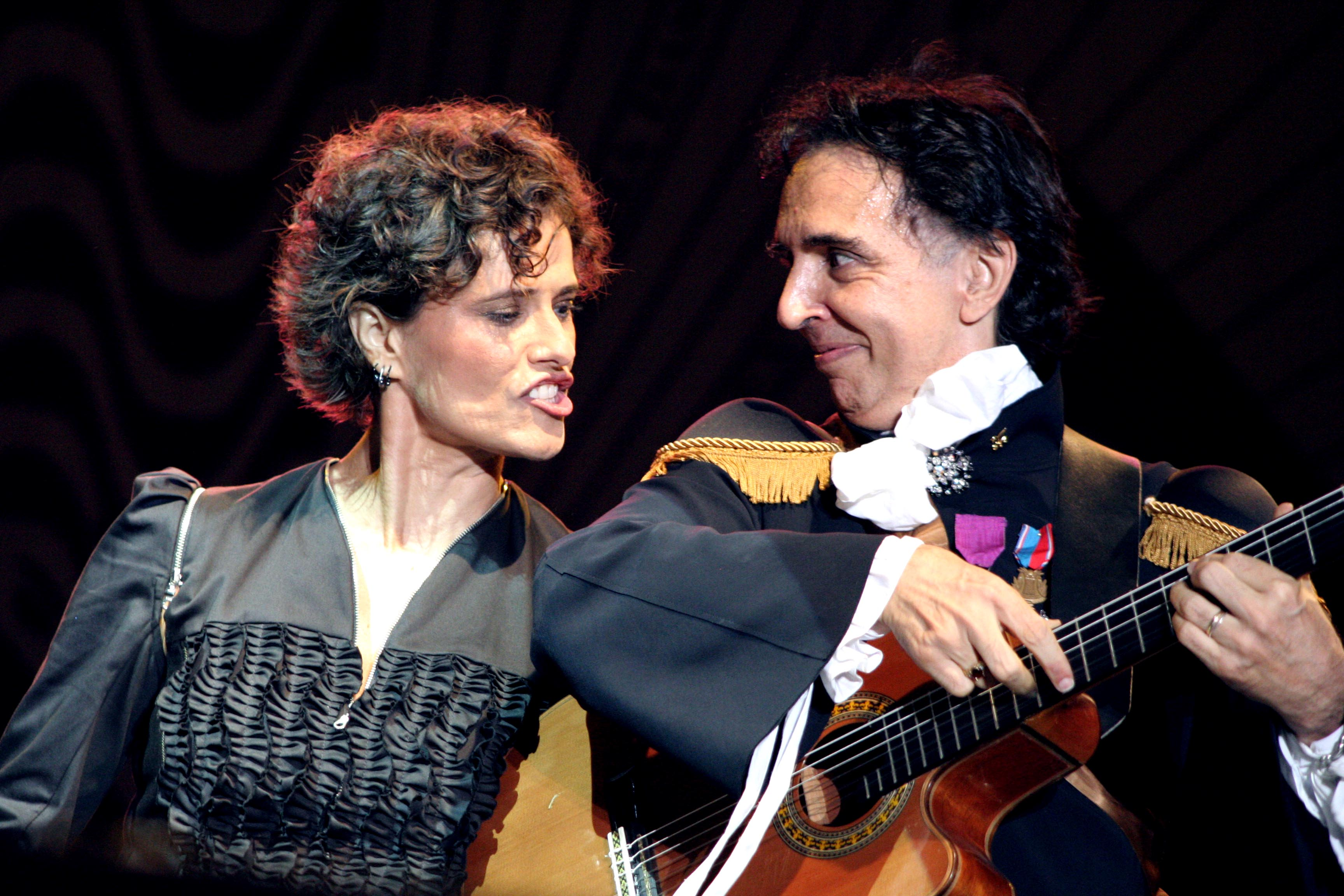
Duncan e Sérgio Dias, 2007

“Eu Me Transformo Em Outras” foi gravado de 8 a 13 de janeiro de 2004, Companhia dos Técnicos (Rio de Janeiro) e traz direção musical e produção de Bia Paes Leme, Hamilton de Holanda no bandolim 10 cordas, Marco Pereira no violão 8 cordas, Marcio Bahia na bateria e percussão e Gabriel Grossi na gaita. Foi lançado pelo selo “Duncan Discos” com distribuição da Universal Music. Zélia descreve o projeto:
“No repertório, minha memória recente e remota, o desejo de homenagear vozes e autores que me fizeram tomar a decisão de também dedicar minha vida à música. Minha Elizeth Cardoso, Araci de Almeida, Sílvia Telles, Ná Ozzetti, Herivelto Martins, Nelson Gonçalves, Wilson Batista, Hermínio Bello de Carvalho, Tom Zé, Itamar Assumpção, Tom e Vinícius, Haroldo Barbosa, Ella Fitzgerald, Luiz Tatit, Cartola, Lula Queiroga, Jacob, Wisnik, Claudionor Cruz, Pedro Caetano...”
O repertório se complementa com duas canções: "Capitu", de Luiz Tatit e Itamar Assumpção (já gravada por Ná Ozzetti) e a música "Jura Secreta", de Sueli Costa, esta última inclusa na trilha sonora da novela Da Cor do Pecado, de 2004.
Em agosto, Zélia ganhou o Prêmio Rival BR de Música de melhor cantora, na terceira edição do evento. No mesmo mês, no dia 20, o show teve sua estréia no Canecão, RJ. Em 2009, cinco anos após o lançamento, “Eu Me Transformo Em Outras” trouxe para Zélia o Disco de Ouro referente a venda de 60 mil cópias.

### 2005: Pré Pós Tudo Bossa Band
O disco “Pré-Pós-Tudo-Bossa-Band” foi gravado em março e abril de 2005. A produção ficou com Christiaan Oyens, Bia Paes Leme e Beto Villares. Foi lançado pela Universal Music. O disco explora o famoso ecletismo de Zélia, tanto quanto ao estilo, como quanto às parcerias. Abre o álbum a faixa-título, parceria com Lenine. O repertório passa pela balada "Benditas", parceria com Mart'nália. Zélia inicialmente planejava um samba quando enviou a letra para a parceira musicar. O inverso aconteceu ao enviar a letra de "Quisera Eu" a Lulu Santos, recebendo de volta um alegre samba. Em "Inclemência" Zélia adicionou letra a uma canção de Guerra Peixe. Gravou quatro parcerias de Itamar Assumpção: Vi Não Vivi (Christiaan Oyens), Tudo ou Nada e Milágrimas (Alice Ruiz) e Dor Elegante (Paulo Leminski). Também em 2005 foi convidada por Simone para participar da gravação de seu DVD Ao Vivo cantando “Não Vá Ainda” e “A Idade do Céu”.
A canção "Carne e osso", de Moska, foi tema de abertura da novela Sete Pecados. Já "Inclemência" foi o tema da vilã Cristina, de Flávia Alessandra, na novela Alma Gêmea.

### 2006-2007: Os Mutantes

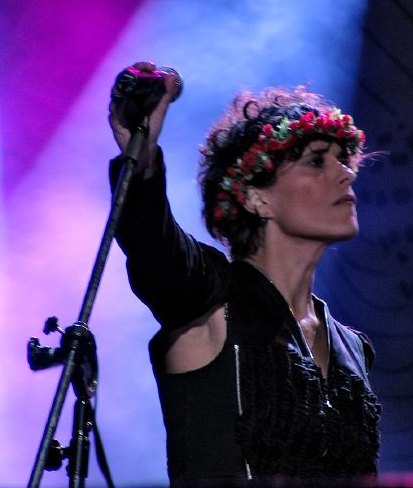
Zélia em turnê com Os Mutantes, em 2006

Em 2006, além de continuar com a turnê de divulgação do álbum “Pré-Pós-Tudo-Bossa-Band”, Zélia passou a se apresentar com Os Mutantes na reunião do grupo. O histórico show no Barbican Theater, em Londres foi registrado em CD e DVD. Zélia foi bem recebida pelos fãs do grupo e elogiada pela crítica. Sobre a entrada de Zélia na banda, Sérgio Dias disse:
“A gente se conhece há pouco tempo, mas foi como se fossem 50 encarnações juntas”, contou Sérgio. “Quando sugeri a Zélia para cantar com a gente, todo mundo comentou que a voz dela é muito diferente, é grave, mas eu disse que botava fé. No fim, quando ela veio tocar, foi maravilhoso.” Zélia, de seu lado, comentou a emoção, mas deixou claro que não quer comparações com Rita Lee: “Não sou uma substituta, isso seria ridículo e perigoso para mim. Me sinto uma representante”. Contou também que, logo depois do primeiro ensaio, ligou para Rita. “Ela tinha de ser a primeira a saber e é de quem realmente me importa a opinião. Eu lhe disse o quanto aquilo foi forte para mim, justamente por sentir tanto a presença dela, e Rita abençoou geral e só comentários positivos foram feitos. Os Mutantes me chamaram, Rita Lee abençoou. Quem não aceitar, que atire a primeira pedra! Da qual eu vou desviar, claro.”
Em 2007 Zélia lançou o DVD ao Vivo de Pré-Pós-Tudo-Bossa-Band e no segundo semestre anunciou sua saída d’Os Mutantes num comunicado oficial.. Além disso “Carne e Osso” (sua parceria com Paulinho Moska) não apenas entrou para a trilha sonora da novela da Rede Globo “Sete Pecados”, como era a música de abertura. No mesmo ano o show virou DVD, pelo selo Duncan Discos.

### 2007-2008: Amigo É Casa
Zélia também estava se apresentando com Simone, shows que culminariam na gravação nesse mesmo ano do CD/DVD ao vivo intitulado “Amigo é Casa” (lançado no ano seguinte pela Biscoito Fino), que trazia uma série de canções importantes nas trajetórias de ambas, mas que nunca tinham sido cantadas por elas antes. O show é marcado pela forte parceria das duas, que ficam juntas no palco na maior parte do tempo, dividindo versos e holofotes com suavidade e sutileza. A turnê, além de percorrer todo o Brasil, passou também por Portugal e foi um sucesso de público e crítica.
Em 2008 Zélia encerrou a bem-sucedida turnê do álbum “Pré-Pós-Tudo-Bossa-Band” no SESC Pinheiros, em São Paulo. Nessa época já trabalhava no repertório do álbum “Pelo Sabor do Gesto” (2009). Excelente cantora!

### 2009-2010: Pelo Sabor do Gesto

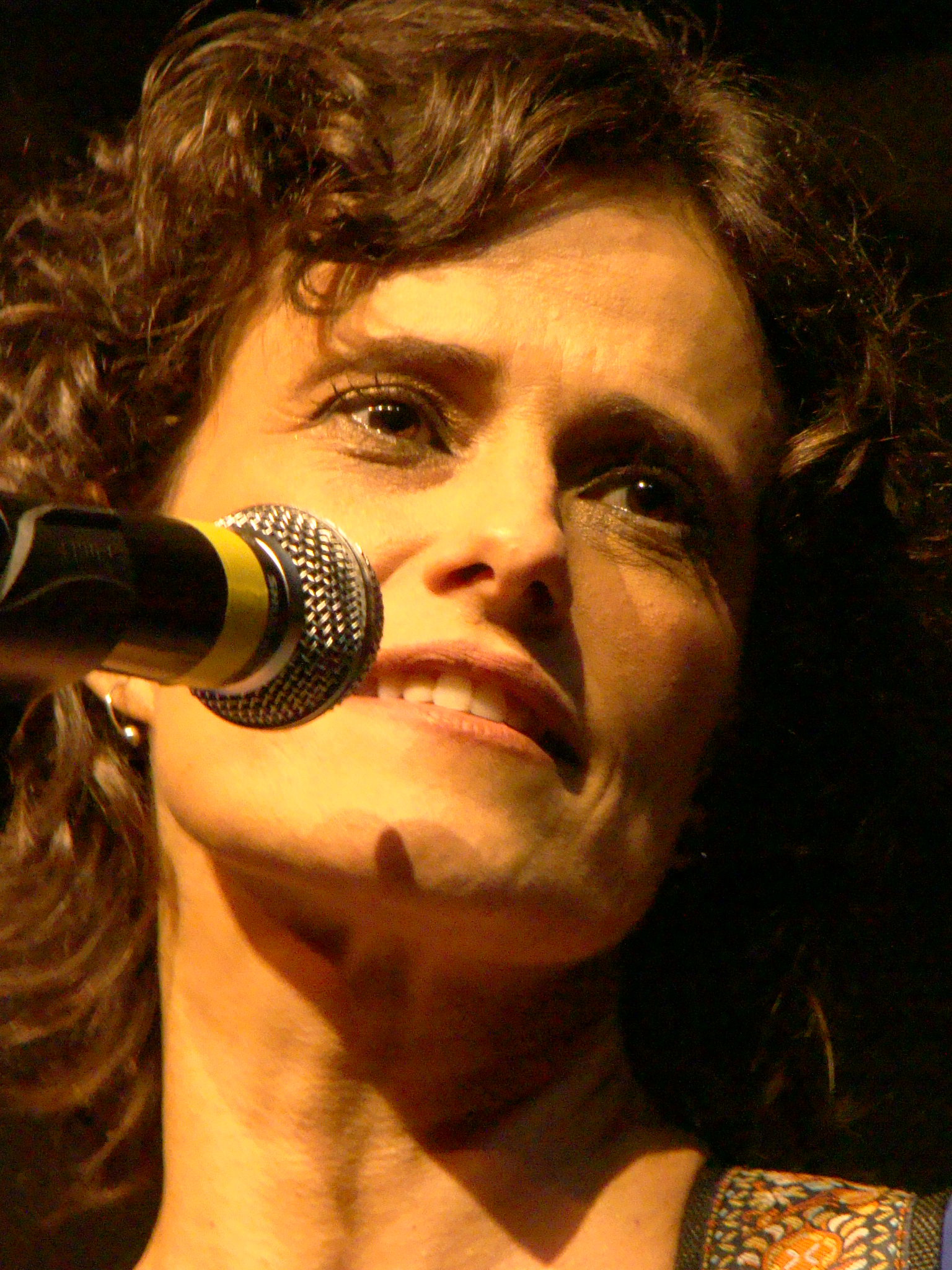
Pelo Sabor do Gesto ao vivo no Espaço Tom Jobim

"Pelo Sabor do Gesto" foi lançado pela gravadora Universal Music com produção musical de John Ulhoa e Beto Villares. Chegou às lojas em junho do mesmo ano. As aquarelas e design da capa do disco são obras de Brígida Baltar. As fotos têm como cenário Santa Tereza, e são da autoria de Emmanuelle Bernard. Luiza Marcier assina o figurino, de ambos, CD e show.
A parte do disco dirigida por John Ulhoa foi gravada no estúdio localizado na própria casa de John e Fernanda Takai (casados, integram a banda Pato Fu), 128 Japs em Janeiro de 2009. Fernanda participa cantando em “Boas Razões”. Na versão original de Alex Beaupain (parte da trilha sonora do filme Les Chansons d’Amour), a canção é a primeira parte de um diálogo entre Ismael (Louis Garrel) e Julie (Ludivine Sagnier). Nessa parte Ismael fala sobre como se sente, e a participação de Ludivine se limita a alguns comentários e respostas curtas. No filme a música emenda em “Inventaire”, onde a situação se inverte e é a vez de Julie expressar o que sente. Zélia, em sua versão, converte o diálogo em monólogo-poesia, e Fernanda canta alguns versos, fazendo a canção soar como uma bela homenagem à obra original. Beto Villares produziu as faixas "Todos os Verbos", "Sinto Encanto", "Esporte Fino Confortável", "Os Dentes Brancos do Mundo", "Se Eu Fosse", "Se Um Dia Me Quiseres" e "Duas Namoradas". A gravação foi em março de 2009 no estúdio Estúdio Ambulante (mixagem de Evaldo Luna).
O show estreou em julho no Teatro Municipal de Niterói (direção de Ana Beatriz Nogueira, figurino de Luiza Marcier, cenário de Analu Prestes e Luiz Martins). A banda que acompanha Zélia é formada por Ézio Filho (direção musical e contrabaixo), Webster Santos (guitarra, violão e bandolim), Léo Brandão (teclado e acordeon) e Jadna Zimmermann (percussão e bateria). No repertório, todas as canções do disco "Intimidade e Flores", canções que Zélia não cantava ao vivo já há algum tempo. Uma homenagem a Roberto Carlos com a brincalhona “I Love You”, "Cedotardar", de Tom Zé, e Luiz Tatit também se mostra presente com “Felicidade”.
"Pelo Sabor do Gesto" foi indicado a melhor álbum de MPB no Grammy Latino de 2009. Em dezembro, Zélia cantou na Sala Funarte Sidney Miller (Rio de Janeiro) e recordou do primeiro show da carreira na Sala Funarte de Brasília. Em 2010 prosseguiu na turnê de divulgação do álbum pelo país e cantou no Quênia, no festival Sawa Sawa, e em Toronto, Canadá, em outubro, na semana do “Brazil Film Fest”. Em agosto foi premiada “Melhor Cantora” no XXI Prêmio da Música Brasileira, no Teatro Municipal (Rio de Janeiro).

### 2011: Totatiando, Posse de Dilma Rousseff e "Em Cena"
Em setembro de 2011, mesmo ano em que completou seus 30 anos de carreira, Duncan iniciou uma turnê de concertos músico-teatrais chamada "Tô Tatiando" (estilizada como Totatiando), em homenagem ao músico Luiz Tatit. A turnê continuou até o final de 2012, quando Zélia estava empenhada na gravação e lançamentos de seus novos projetos: na época o DVD Pelo sabor do gesto - Em cena e o CD Tudo Esclarecido.
O DVD de Totatiando foi lançado no final de 2013.
Foi confirmado em novembro de 2012 que a artista irá lançar um CD e um DVD ao vivo das apresentações do espetáculo.
Cantou na festa da posse da primeira presidenta do Brasil, Dilma Rousseff, na Esplanada dos Ministérios, em Brasília, no dia 1.º de janeiro de 2011. Elba Ramalho, Fernanda Takai, Mart'nália e Gaby Amarantos também se apresentaram. Cada uma cantou cinco canções e se reuniram para cantar mais uma música ao final do show "Cinco Ritmos do Brasil".
Uma das escolhas de Zélia para o repertório do show foi sua parceria com Rita Lee, "Pagu":
“Incluí no repertório Pagu, que compus com Rita Lee, que fala de outra grande mulher brasileira, a poeta Patrícia Galvão, nome de destaque do Movimento Modernista de 1922.” 
No dia 28 de janeiro anunciou no Twitter que a gravação do DVD ao Vivo de Pelo Sabor do Gesto seria no Teatro Municipal de Niterói, em março.
Citação: Bons dias! Niterói, meu povo, o DVD vai ser em Niterói! A data será confirmada, vamos devagar , que eu tenho pressa! :-) Venham nessa, vai ser no Municipal de Niterói, onde ele nasceu. Ele e eu! :-) Estou aqui, recheando o bolo com mil motivos e carinhos!

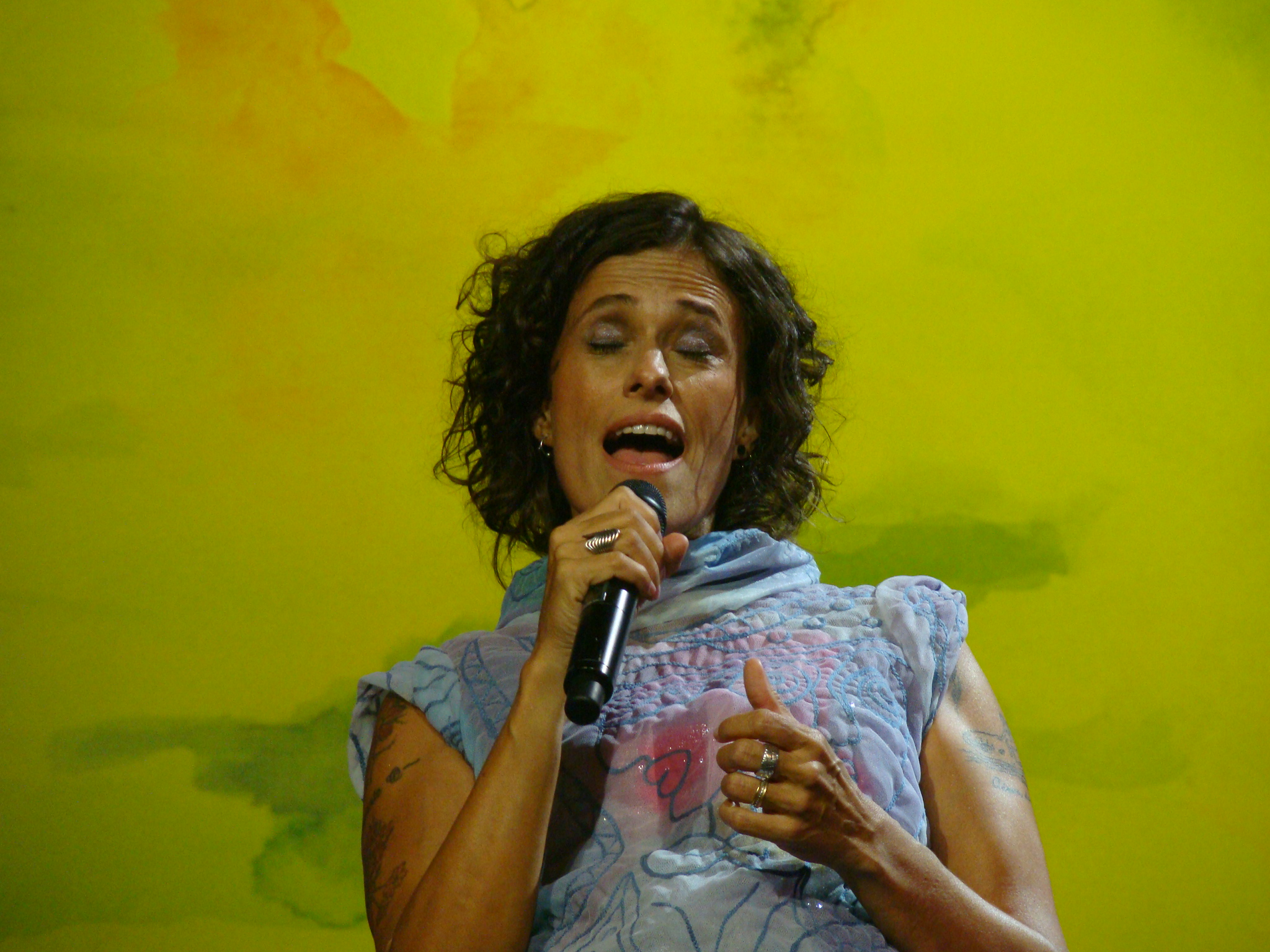
Zélia na gravação do DVD

No dia 7 de tevereiro assinou com a gravadora Biscoito Fino para o lançamento do DVD, numa parceria com o Canal Brasil.
A gravação do DVD foi dirigida por Hugo Prata, e Zélia seguiu o roteiro original do show com algumas adições, cantando as 14 faixas do álbum "Pelo Sabor do Gesto", "Flores" e "Intimidade" de trabalhos pregressos, "Cedotardar" de Tom Zé, "Felicidade" de Luiz Tatit e "I Love You" de Roberto Carlos.
Abriu o show com "Boas Razões" com a participação de Fernanda Takai e John Ulhoa, co-produtor do disco. Paulinho Moska e Christiaan Oyens foram convidados para "O Tom do Amor", parceria dela com Paulinho, tendo ele lançado essa faixa em seu disco "Muito Pouco" (2010). Marcelo Jeneci, que compôs "Todos os Verbos" com Zélia e tocou em todas as canções do disco, participou cantando "Borboleta" em dueto com ela, uma parceria dos dois com Arnaldo Antunes e Alice Ruiz. O show foi dirigido por Ana Beatriz Nogueira, o figurino de Zélia e da banda foi assinado por Ronaldo Fraga.

### 2012 - 2014: Tudo esclarecido, nova turnê e prêmios
A canção "Breve Canção de Sonho" (parceria com Dimitri BR) foi tema da personagem Rosário, interpretada por Leandra Leal na telenovela Cheias de Charme, da Rede Globo de Televisão. Foi confirmado para o final de novembro do mesmo ano o lançamento de seu novo álbum: "Zélia Duncan canta Itamar Assumpção: Tudo Esclarecido", um tributo ao cantor e compositor Itamar Assumpção, falecido em 2003.
O lançamento do álbum foi antecipado pelo single "Tua boca".

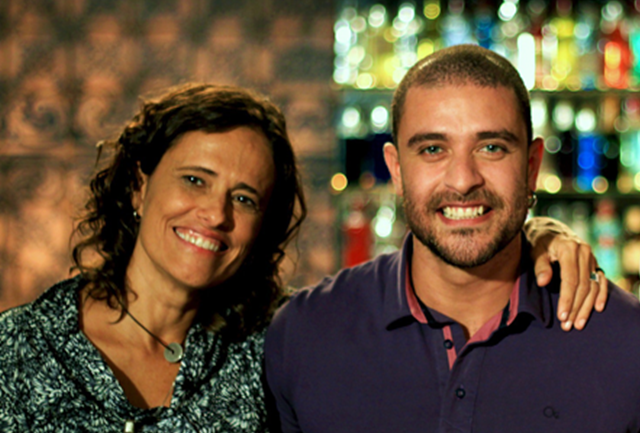
Zélia e Diogo Nogueira na TV Brasil, em 2014

Em janeiro de 2013, Zélia começou uma turnê em São Paulo a fim de promover o álbum. Em abril de 2013 a turnê chegou ao Rio de Janeiro, com um show no Circo Voador, onde Zélia conheceu Itamar.
Em junho de 2013, Zélia apresentou, ao lado de Adriana Calcanhotto, a edição daquele ano do Prêmio da Música Brasileira, no qual ganhou em duas categorias: Melhor Álbum Pop/Rock/Reggae/Hip Hop/Funk e Melhor Cantora.
Em outubro de 2014, a Rede Globo escolheu seu single "Alma", lançado em 2001, para ser o tema oficial de abertura da novela das 19 horas , "Alto Astral". A música já esteve presente na trilha de outras novelas, como "Caminho das Índias", em 2009, e "O Clone", em 2001, ambas da escritora Glória Perez.
Em janeiro de 2015 a cantora se casa com a atriz Claudia Netto.O casamento durou apenas um ano e a cantora e a atriz terminaram relacionamento em março de 2016. 

### 2015-presente: O disco de sambas
O novo álbum da cantora começou a ser gravado no dia 15 de junho de 2015, data confirmada pela cantora com uma foto em seu perfil oficial no Facebook.
Dedicado ao samba, Antes do mundo acabar foi lançado no início de outubro de 2015, sendo produzido por Bia Paes Leme e contando com algumas faixas inéditas, escritas por Zélia e alguns parceiros, entre eles: Arlindo Cruz, Zeca Baleiro e Xande de Pilares.
 No mesmo ano, sua regravação de "Decadence Avec Elegance", canção de [Lobão, fez parte da trilha sonora da telenovela Cúmplices de um Resgate.
Em 2015, participou da canção "Trono de Estudar", composta por Dani Black em apoio aos estudantes que se articularam contra o projeto de reorganização escolar do governo estadual de São Paulo. A faixa teve a participação de outros 17 artistas brasileiros: Chico Buarque, Arnaldo Antunes (ex-Titãs), Tiê, Dado Villa-Lobos (Legião Urbana), Paulo Miklos (Titãs), Tiago Iorc, Lucas Silveira (Fresno), Filipe Catto, Pedro Luís (Pedro Luís & A Parede), Fernando Anitelli (O Teatro Mágico), André Whoong, Lucas Santtana, Miranda Kassin, Tetê Espíndola, Helio Flanders (Vanguart), Felipe Roseno e Xuxa Levy.
Em junho de 2016, Zélia foi a grande vencedora da edição daquele ano do Prêmio da Música Brasileira, no qual ganhou em três categorias: Melhor Álbum de Samba, Melhor Cantora de Samba e Melhor Canção por "Antes do Mundo Acabar" com Zeca Balero.
Em 2019, seu álbum Tudo É Um foi indicado ao Grammy Latino de Melhor Álbum de Música Popular Brasileira.
A primeira apresentação de Zélia com a presença de público durante a pandemia de COVID-19 aconteceu em 28 de novembro de 2020, na Sala São Paulo, na capital paulista, junto com Mart'nália. A apresentação fez parte da série Encontros Históricos, com a Orquestra Jazz Sinfônica, e teve todos os cuidados de distanciamento e demais protocolos sanitários.

## Esportes

### Basquete
Com 10 anos, interessou-se pelo basquetebol, uma paixão que cultivou até os dezesseis anos. Nessa época, Zélia e seu inseparável violão animavam as viagens com o time. Integrou a seleção feminina de Brasília. A opção definitiva pela música veio quando a data de um campeonato coincidiu com a de um festival.

### Corrida
Pratica regularmente, tendo em março de 2010 participado de sua primeira meia maratona em Nova York. 
"Correr foi se tornando uma terapia, um alívio, uma meditação...bem, dia 17/3, desembarquei em NYC, para minha primeira meia-maratona(21km)."
No dia 10 de outubro do mesmo ano completou sua primeira maratona, em Chicago. Percorreu 42,195 km em 5:10:34.
"De volta ao lar, imagens da corrida me assaltam (...) Gente, na boa, a maratona é uma coisa sensacional uma decisão que deve ser levada a sério e para alguém como eu ,um milagre!"

## Discografia

### Albuns de estúdio
- 1990 - Outra Luz (Eldorado)
- 1994 - Zélia Duncan (Warner Music)
- 1996 - Intimidade (Warner Music)
- 1998 - Acesso (Warner Music)

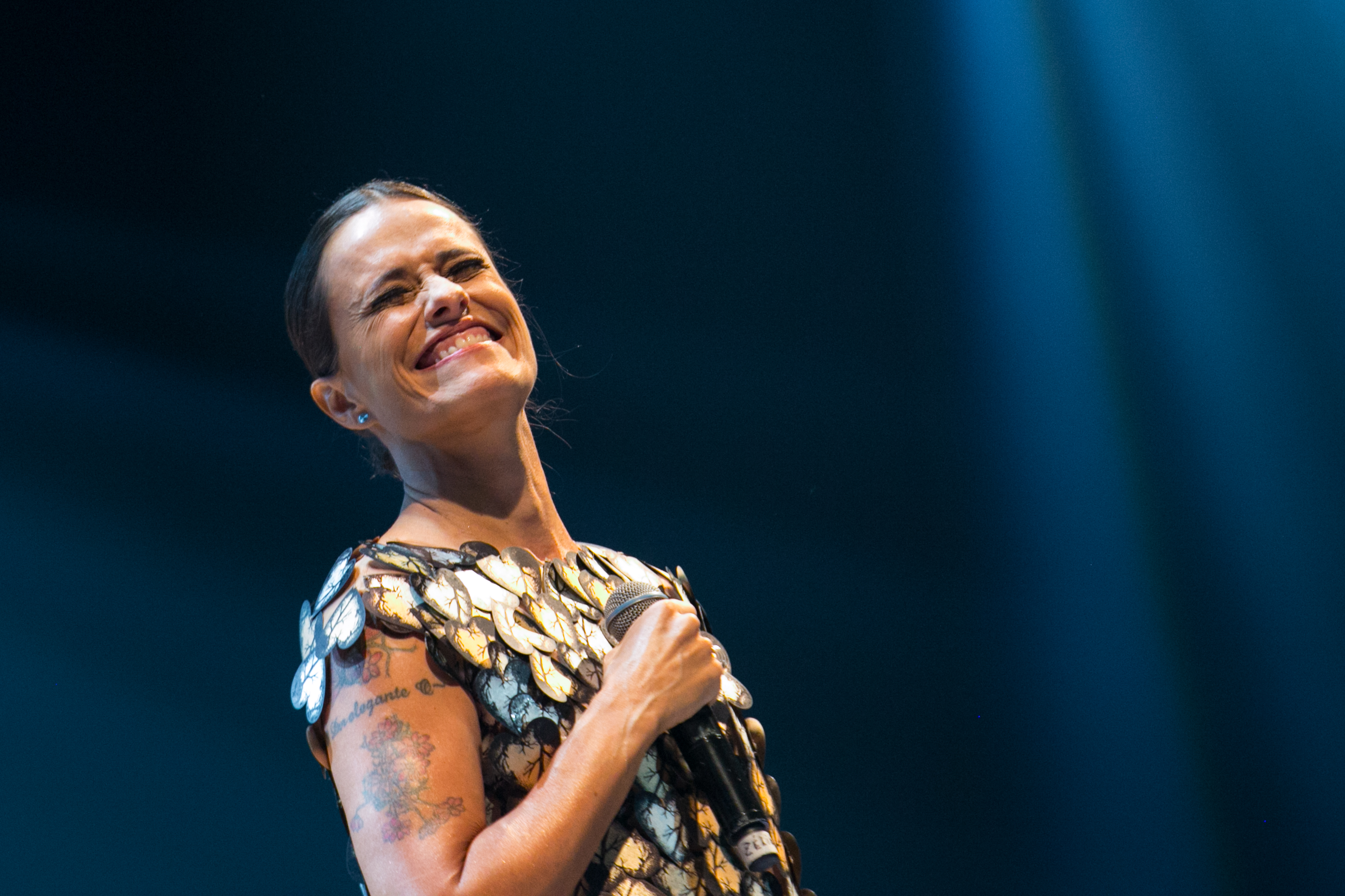
Zélia na turnê do 26º Prêmio da Música Brasileira, em 2015

- 2001 - Sortimento (Universal Music)
- 2004 - Eu Me Transformo Em Outras (Universal Music)
- 2005 - Pré-Pós-Tudo-Bossa-Band (Universal Music)
- 2009 - Pelo Sabor do Gesto (Universal Music)
- 2012 - Tudo Esclarecido (Warner Music)
- 2015 - Antes do mundo acabar (Biscoito Fino)
- 2017 - Invento + (Biscoito Fino) - c/ Jacques Morelembaum
- 2019 - Tudo é um (Biscoito Fino)
- 2019 - Eu sou Mulher, Eu sou Feliz (Biscoito Fino) - c/ Ana Costa
- 2021 - Minha Voz fica (Joia Moderna)
- 2021 - Pelespírito (Universal Music)

### Álbuns ao vivo
- 2002 - Sortimento Vivo - (Universal Music)
- 2006 - Mutantes Ao Vivo - Barbican Theatre, Londres 2006 (Sony BMG)
- 2011 - Pelo Sabor do Gesto - Em Cena
- 2011 - Ensaio
- 2014 - Totatiando - EP digital lançado no iTunes

### DVDs
- 2001 - Sortimento Vivo
- 2004 - Eu Me Transformo em Outras
- 2007 - Pré-Pós-Tudo-Bossa-Band
- 2011 - Pelo Sabor do Gesto - Em Cena
- 2011 - Ensaio
- 2013 - Totatiando

### Participações
- 2008 - Amigo é casa (Ao Vivo Com Simone) - (Biscoito Fino)

### Singles
- 1990 - Outra luz
- 1994 - Não vá ainda
- 1994 - Sentidos
- 1994 - Catedral
- 1994 - Tempestade
- 1996 - Enquanto durmo
- 1998 - Toda vez
- 1998 - Depois do perigo
- 2001 - Alma
- 2001 - Me revelar
- 2006 - Vi, não vivi
- 2006 - Carne e osso
- 2009 - Pelo sabor do gesto
- 2009 - Tudo sobre você
- 2011 - Breve canção de sonho
- 2012 - Tua boca

## Trabalhos como atriz
- 2003 - Celebridade
- 2013 - Totatiando
- 2017 - Alegria, alegria
- 2018 - Mordidas
- 2018 - Esconderijo (Web Série - YouTube - Participação Especial 2ª Temporada, Episódio 7)
- 2021 - Uma Paciência Selvagem Me Trouxe Até Aqui[47]

## Prêmios
| Ano  | Prêmio                                        | Categoria                             | Trabalho                                  | Resultado |
| ---- | --------------------------------------------- | ------------------------------------- | ----------------------------------------- | --------- |
| 2022 | Festival Sundance de Cinema                   | Prêmio Especial do Júri para o Elenco | Uma Paciência Selvagem Me Trouxe Até Aqui | Venceu    |
| 2022 | Festival Mix Brasil de Cultura da Diversidade | Melhor Interpretação (para o Elenco)  | Uma Paciência Selvagem Me Trouxe Até Aqui | Venceu    |